# Oldsmobile Touring Runabout
Der Oldsmobile Touring Runabout, seltener auch Oldsmobile Model N, war ein 2-sitziger PKW, der von 1904 bis 1905 von den Olds Motor Works in Lansing (Michigan) gefertigt wurde. Er war etwas größer, aber gleich motorisiert wie das zur gleichen Zeit gefertigte Modell 6C und etwas kleiner als der Oldsmobile Light Tonneau.
Im Unterschied zum Curved Dash hatten sowohl Touring Runabout wie Light Tonneau einen von oben zugänglichen Vorbau mit Wabenkühler, scheinbar ein Motorraum, in dem Tanks für Benzin und Wasser sowie die Batterie untergebracht waren. Das Fahrgestell bestand aus Winkelstahl, gelenkt wurde mit einem Lenkrad.
Auf den Einzelsitzen fanden zwei Personen Platz. Der unter den Sitzen liegend eingebaute Einzylinder-Viertaktmotor hatte einen Hubraum von 1.931 cm³ und entwickelte 7 bhp (5,1 kW) bei 600 min−1. Die Motorkraft wurde über ein Zweigang-Planetengetriebe mit Rückwärtsgang und einer einzelnen Antriebskette an die Hinterräder weitergeleitet. Der Schalthebel war rechts außen angebracht. Das Bremspedal wirkte auf die Trommelbremsen an den Hinterrädern. Die starren Achsen hatten Auslegerblattfedern, eine auf jeder Seite, in der Mitte am Rahmen befestigt, und an den Enden an den Achsbrücken. Vorn gab es zusätzlich eine Querblattfeder. 
Der Listenpreise betrug US$ 750,- oder US$ 100,- weniger als 1904 für das Light Tonneau ohne Tonneau-Aufsatz verlangt wurde. Wie dieses war auch das Touring Runabout wahlweise in den Farben dunkelrot oder dunkelgrün zu haben. Seitliche Messing-Öllampen gehörten zur Grundausstattung. 
1906 entfiel das Modell ersatzlos.

## Quelle
- Beverly Rae Kimes (Hrsg.), Henry Austin Clark jr.: Standard Catalogue of American Cars 1805–1942. 3. Auflage. Krause Publications, Iola WI 1996, ISBN 0-87341-428-4.

Im Zeitraum von 1942 bis 1946 gab es aufgrund des Zweiten Weltkrieges nur eine eingeschränkte zivile Fahrzeugproduktion.